# Hendes Fortid (film fra 1921)
 Ikke at forveksle med Hendes Fortid (film fra 1916).
Hendes Fortid er en stumfilm instrueret af Fritz Magnussen.